# Lego Nexo Knights
Lego Nexo Knights es una serie de televisión animada estrenada en 2015, basada en Lego que forma parte de Lego Castle. En España se emite en Boing.

## Trama
En un mundo medieval y futurista, Clay, Aaron, Lance, la Princesa Macy y Axl son cinco jóvenes caballeros que protegen el reino de Knighton y su capital Knightonia de Jestro, el Libro de Monstruos, y su ejército de Monstruos de Lava. También reciben ayuda de la Familia Real de Knightonia, el mago digital Merlok 2.0, Robin Underwood y Ava Prentiss.
En la tercera temporada, la Nube de Monstrox aparece luego de su derrota como el Libro de los Monstruos, ya que una vez más controla a Jestro para que ayude a conseguir los 10 Poderes Prohibidos, la Nube de Monstrox utiliza su relámpago maligno para animar a sus Monstruos de Piedra. Los dos se aliaron más tarde con un escultor llamado Roberto Arnoldi que los ayuda a esculpir monstruos de piedra para que Jestro y Monstrox los usen.

## Personajes

### Los Caballeros de Knighton
Los Caballeros son los defensores de Knighton. Los Caballeros luchan contra las fuerzas de Jestro y Monstrox. Entre los miembros de los Caballeros de Knighton se encuentran:
- Clay Moorington - Clay es líder de los Caballeros de Knighton. Clay no es absurdo y vive bajo el código del Caballero, es noble, siempre se compromete con lo que hace y se dedica a ser el mejor caballero que pueda (habiendo soñado con eso desde que era niño) aunque también es muy reservado. Su estilo estricto a veces lo hace discutir con sus compañeros, especialmente con Lance. Clay creció huérfano hasta que Merlock tomo la custodia de él cuando era un niño y en la temporada 4 se entera de quien es su madre y que pertenece a la familia de magos de Merlock. Su armadura es azul, su escudo tiene el dibujo de un halcón y su arma de batalla es una espada Claymore. Clay usa su Rumble Blade, un vehículo grande con dos lados y un avión en forma de espada que se divide en vehículos más pequeños. Al principio de "La Nube", Clay conduce el Halcón Blaster, un avión de combate con cuchillas en forma de alas. A partir de "Un Poco Oxidado", Clay es golpeado por un rayo de la nube de Monstrox y se ve afectado por la magia oscura haciendo que poco a poco se vaya convirtiendo en piedra, causando que Clay y Merlok 2.0 encuentren a un nuevo líder hasta que encuentren una manera de curarlo. La transformación se completó en "Fondo Rocoso" convirtiéndolo en estatua y Aaron sustituye a Clay hasta que puedan volverlo a la normalidad. En "el caballero gris" Monstrox golpea la estatua de Clay dándole vida y convirtiéndose en su versión oscura llamándose el caballero gris, pero en "la marcha del coloso" logra volver a la normalidad pero con su brazo envuelto de magia y con habilidades mágicas heredadas de su madre.
- Princesa Macy Halbert -  Macy es parte de los Caballeros de Knighton, es la única mujer en el equipo. Sus padres son el Rey y la Reina Halbert, en un principio el Rey Halbert no estaba de acuerdo con su decisión de unirse a los caballeros hasta que Macy le demuestra a su padre que puede ser un gran caballero como los demás. Es valiente, Ruda y no le gusta ser femenina. Su armadura es roja y su escudo tiene el dibujo de un dragón, y su arma de batalla es un mazo. El vehículo de Macy es el Thunder Mace, una motocicleta grande con cañones. Pero en "Fondo Rocoso", Macy comienza a usar un vehículo en forma de dragón llamado "Hotspur" que puede volar, disparar bolas de fuego y combinarse con su traje de batalla.
- Aaron Fox - Aaron es uno de los Caballeros de Knighton. Es divertido, relagado y le encanta el peligro, a veces es un poco despreocupado, pero en los momentos serios es un gran caballero y estratega, tanto que Clay confía en él para ser su reemplazo como líder. Su armadura es verde y en su escudo tiene e dibujo de un zorro, su arma de batalla es un arco y flecha de energía. A Aaron le gusta usar su escudo como una patineta voladora, y atacar desde el aire. Aparte de su escudo, su vehículo de transporte es un Ballbow en forma de fusil, llamado Aero Striker V2. Después de que Clay se transformó en piedra, Aaron se convirtió en el nuevo líder de los Caballeros (ya que como Clay sabía lo que le iba a suceder confía en Aaron para ser el líder cuando el ya no estuviera) hasta que Merlok 2.0 pueda encontrar una manera de regresar a Clay a la normalidad. Después de "A Cargo", Aaron conduce un nuevo vehículo llamado Escalarocas.
- Lancelot "Lance" Richmond - Lance es uno de los Caballeros de Knighton, no siempre tiene una actitud positiva hacia el entrenamiento y por lo general discute con Clay, Es arrogante, presumido y siempre usa sus riquezas para que los demás hagan todo por el, pero en el fondo se preocupa por sus amigos y en ser un buen caballero. Su armadura es blanca y su escudo tiene el dibujo de un caballo. Su arma de batalla es una lanza. Fuera del Fortrex, su vehículo preferido es su Caballo Mecánico, un caballo robótico que puede convertirse en una motocicleta. En "¿La Codicia es Buena?", Se reveló que Lance se convirtió en un caballero porque sus padres lo obligaron a convertirse en uno cuando era niño, para que no fuera una celebridad. En "Un Poco Oxidado", Lance conduce el Twin Jouster que puede separar su mitad trasera para ir más rápido.
- Axl - Axl es uno de old Caballeros de Knighton. Él es un hombre grande, es amable, le encanta la comida, y es el más fuerte del equipo, creció en un pequeño pueblo rústico y es el orgullo de su familia. Su armadura es amarilla y su escudo tiene el dibujo de un toro, y su arma de batalla es un hacha. Su vehículo es la Torre Móvil, un camión que sale de una pequeña torre desmontable. Más tarde, Axl conduce un nuevo vehículo llamado Rumble Maker, que tiene grandes taladros en la parte delantera.

### Personajes secundarios
- Merlok 2.0 - Merlok es un mago digital que ayuda a los Caballeros a derrotar a sus enemigos enviándoles Poderes Nexo. Merlok originalmente era un mago de carne y hueso, era el último mago en el reino de Knighton donde también era miembro del consejo de magos. En algún momento, es amigo del Rey Halbert, quien recurría a él cuando necesitaba ayuda. Cuando Jestro se alió por primera vez con el Libro de los Monstruos, Merlok usó su magia para expulsarlos del castillo. El efecto secundario de este hechizo hizo que Merlok se absorbiera en las computadoras del castillo. Por suerte, luego fue descubierto por Ava. En la forma de Merlok 2.0, consiguió la habilidad de transmitir digitalmente su magia a las armas y la armadura de los Caballeros para ayudarles a derrotar a los monstruos, En la temporada 4 revela que es el tío de Clay cuando este le cuenta a Clay la verdad sobre sus orígenes.
- Robin Underwood - Robin quiere convertirse en un Caballero de Knighton y es un estudiante de primer año en la Academia de Caballeros. Su escudo tiene el dibujo de un pollo y en las batallas utiliza las armas del Fortrex. Robin es conocido como el maestro de la mecánica ya que él construyó los trajes de batalla y mucho cosas más como el super Mech del caballero negro y e la nave de combate.
- Ava Prentis - Ava es la amiga de Robin y la experta en tecnología que ayuda a los Caballeros en sus batallas contra el mal. Ava es muy sensible a pesar de su corta edad, y por lo general ayuda a los caballeros desde el interior de su base de alta tecnología descargado los poderes nexo de Merlock. Ella tiene un don para la programación y las invenciones de alta tecnología.
- Hamletta - Hamletta es la mascota de Lance. Ella vive con los caballeros, Ava, Robin, y Merlock 2.0 en el Fortrex. Apareció por primera vez en "El Libro de la Maldad Total". Cuando Lance fue retenido como rehén por el Ejército de Monstruo de lava, fue encarcelado con un cerdito donde conoció y se hizo amigo de Hamletta. La conservó como mascota luego de que los otros caballeros la liberaran.
- Rey Halbert - El Rey Halbert es el Rey de Knighton, el esposo de la Reina Halbert y el padre de la Princesa Macy. A pesar de su posición, él es bastante tímido y se asusta fácilmente. El Rey Halbert ama a su esposa, y a su hija, pero no le gusta mucho que Macy sea parte de los Caballeros, y no le habría permitido graduarse si la Reina no lo hubiese convencido. A pesar de eso, él da su mejor esfuerzo para ayudar a los caballeros a proteger el reino incluyendo permitiéndoles revisar su "Ye Old Royal RV" en su base de Fortrex. El Rey Halbert también utiliza su traje de batalla cuando lo necesita.
- Reina Halbert - La Reina Halbert es la reina de Knighton, esposa del Rey Halbert y la madre de Macy. A diferencia de su esposo, a la Reina Halbert le agrada que Macysea parte de los caballeros y parece mucho más tranquila en situaciones peligrosas. Macy toma después de su madre en términos de apariencia y capacidad de lucha, y la reina es tan hábil con el mazo como su hija.
- Herb Herbertson - Es el presentador de la Cadena de Noticias de Knighton, también recapitula los eventos pasados al principio de cada nuevo episodio.
- Robots - El Reino de Knighton es el hogar de unos robots que hacen varias tareas como ayudar a defender el reino o ayudar a los caballeros en sus entrenamientos. Algunos de los modelos más notables son:
  - Squirebots - Los útiles robots que luchan por defender el reino.
    - Claybot - El Squirebot de Clay que utiliza un Claymore. Los Claybots pueden afilar espadas y engrasar botas.
    - Aaron Bot - El Squirebot de Aaron que se dedica a proteger a Aaron. También puede ayudar a calcular el peligro y afirmar situaciones peligrosas.
    - Lance Bot - Squirebots que llevan lanzas.
      - Dennis - Un Lancebot que es el encargado personal de Lance se encarga de Lance desde que era un bebé. Dennis dejó de trabajar para Lance en "El Libro de la Maldad Total", pero regresó al final de "El Poder y la Magia" con la condición de que Lance se encargue de él también una vez por semana. En "Tormenta Sobre Rockwood", Dennis deja de trabajar para Lance y se une a Merry Mechs de Robot Hoodlum.

    - Macy Bot - Es un Squirebot que fue encargado originalmente por Rey Halbert para enseñarle a Macy cómo ser una princesa. A pesar de que fue reprogramada por Ava cuando Macy se convirtió en un caballero, todavía tiene algo de su vieja programación.
    - Axl Bot - Es un Squirebot que se encarga de ir y volver ala cocina para conseguir comida para Axl. Lo malo es que tiende a tener un mal sentido de dirección.

  - Alice Squires - Es una periodista robot que ayuda a Herb Herbertson en la Cadena de Noticias de Knighton (KNN).
  - Chef Eclair - Es un Chefbot que cocina diferentes comidas para los habitantes del castillo de Knightonia. Él es considerado como el robot favorito de Axl al igual e Chef Eclair nunca se cansa de cocinar.
  - Fancypants - Es un Kingbot encargado personal del Rey Halbert y de la Reina Halbert.
  - Robot Hoodlum - Un Squirebot rebelde que vive en el bosque Rockwood. Como líder de los Merry Mechs, Robot Hoodlum le roba a los ricos y usa su dinero para cuidar de los muchos robots olvidados y descuidados que se han unido con los Merry Mechs. Robot Hoodlum no es malo ni bueno, ya que él y los Merry Mechs representan su propio lado. En "Tormenta Sobre Rockwood", la nube de Monstrox utilizó una vez su rayo en Robot Hoodlum para que pueda robar los escudos de los caballeros. Después de que Robot Hoodlum fue derrotado, Robin lo reparó y le agradeció a los Caballeros dándole a Lance cuatro de sus robots ya que Dennis se unió a los Merry Mechs. Él es una parodia de Robin Hood.
  - Soldados Reales - Son los robots obedientes que sirven a la Familia Real de Knightonia como soldados. Los soldados reales tienden a preferir estar en largas filas y luego ser lanzados en la batalla contra los monstruos que atacan.
- Director Bricklyn - Es el director de la Academia de Caballeros.

### Villanos
- Jestro - Jestro es uno de los principales antagonistas de la serie. Al principio era el bufón de la corte del rey, pero siempre se burlaban de él ya que era muy torpe. Esto le permitió a Monstrox convencerlo de que se volviera malvado para vengarse de todos los que se burlaron de él (a pesar de que era muy amigo de Clay) . Luego de robar uno de los báculos mágicos de Merlok y terminar en la selva de Knighton, Jestro es guiado por Monstrox para recuperar los otros libros que contienen su poder. A pesar de ceder a la presión del Libro y estar expuesto al Libro del Mal y conseguir una apariencia monstruosa, Jestro tiene dudas acerca de su papel villano antes de saber que estaba destinado a convertirse en el nuevo cuerpo de Monstrox una vez que recuperó todo su poder. En el final de la temporada 2, Jestro se reforma completamente y ayuda a los Caballeros de Nexo a salvar a Clay, volviendo a su apariencia original luego de la supuesta destrucción de Monstrox. Sin embargo, en la tercera temporada, Jestro encuentra a la Nube de Monstrox que usa su rayo maligno para controlar a Jestro para que lo ayude otra vez. Vuelve a la normalidad de nuevo luego de ser liberado de la nube de Monstrox 'rayo mal y asiste a Roberto Arnoldi en la limpieza del coloso destrozado de la destrucción final.
- Monstrox - Monstrox es el verdadero antagonista principal de la serie. Monstrox era un malvado arcón y exmiembro del Consejo de Magos que aterrorizó a Knighton con sus ejércitos de monstruosos y los Poderes Prohibidos hace un siglo, antes de los acontecimientos de la serie hasta que Merlok usó toda su magia en un hechizo potente. Además, convirtió a Wanda Moorington, miembro del Consejo de Magos, en Ruina Stoneheart. El hechizo convirtió a Monstrox en un libro sensitivo de magia negra conocido como el Libro de Monstruos, que contiene la esencia de su ejército monstruoso que puede ser convocado desde sus páginas. Merlok también dividió el poder corruptor de Monstrox en los once libros de hechizos: El Libro del Mal, El Libro del Caos, El Libro del Miedo, El Libro de la Ira, El Libro del Engaño, El Libro de la Destrucción, Libro de la Venganza, El Libro de la Codicia , El Libro de la Envidia, El Libro de la Crueldad, y El Libro de la Traición. Por orgullo, Merlok no destruyó los libros y los alojó en su biblioteca para estudiarlos. Al comienzo de la serie, Monstrox es encontrado por Jestro, ocultando su verdadera identidad persuadiendo al bufón de convertirse en malo para ayudarlo a recuperar los libros después de que Merlok se sacrificó para esparcirlos a través de Knighton. En "El Fortrex y el Furioso" después de que Jestro se puso en su contra, la verdadera identidad de Monstrox fue revelada junto con su necesidad de poseer un cuerpo huésped para recuperar su forma humana. Monstrox originalmente pretendía poseer a Jestro, pero decide usar Clay en lugar de Jestro "El Reino de los Héroes" donde parte del ritual tenía Monstrox regurgitando los once libros de hechizos. Aunque Clay destruyó el Libro de los Monstruos, Monstrox sobrevivió y se convirtió en una nube y se llamó Nube de Monstrox. Monstrox usa su rayo para corromper a Jestro de nuevo y para ayudarlo junto al Ejército de Monstruos de Piedra para recuperar la cubierta de su viejo cuerpo de libro y sus ayudantes, también corrompe a Clay con su rayo de magia oscura pero al final vuelve a la normalidad. Después, la Nube de Monstrox lleva a Jestro y al Ejército de Monstruo de Piedras a obtener tabletas que contienen las Potencias Prohibidas y las coloca en pilares en la cima del Monte Thunderstrox para despertar el Coloso de Destrucción Final para destruir a Knighton, Al convertirse en el coloso fue lo suficientemente poderoso, hasta que Clay logra detenerlo con su magia y así acabar con monstrox.
- Ruina Stoneheart - Antes llamada Wanda Mooringhton, la madre de Clay y la hermana de Merlock, ella solía ser una bruja de buen corazón hasta que la presencia de Monstrox la corrompió poco a poco y la volvió maligna, obligada a abandonar a Clay de pequeño, hasta que Merlock no tuvo opción que usar su magia para convertirla en piedra. En "un fondo rocoso" Jestro y Monstrox la liberan de su estatua y durante la temporada 4 trata de controlar y manipular a Clay para que siga sus pasos, jugando con su mente y revelándole que es su madre en "corazón de piedra", pero Al final Clay la enfrenta y Después de la derrota del coloso en  "la caída" ella desaparece con un poder prohibido y nadie vuelve a saber de ella.
- Ejército de Monstruos de Lava - Son un grupo de monstruos ardientes hechos de lava que luchan contra los Caballeros al ser convocados del Libro de los Monstruos. Cuando los miembros del Ejército del Monstruo de lava son derrotados, terminan de nuevo en el Libro de los Monstruos. En "Masaje de Piedras Calientes", se revela que la destrucción del Libro de los Monstruos los dejó sin trabajo. Ellos vagaron por el reino hasta que encontraron un Rogul que contenía el Poder Prohibido de la Quemadura Blazing y ganaron la esperanza de que pudieran construir una ciudad para ellos llamada Burningham. Después de hacerlo, terminaron arrepintiéndose por los crímenes que habían hecho bajo el control del Libro de los Monstruos y ya no estaban interesados en pelear. Los Caballeros les enseñaron a pelear de nuevo cuando el Ejército de Monstruos de Piedra planea robar a los Rogul de su pueblo. Al final del episodio, el Lava Monster Army termina volviendo a sus antiguas maneras, como luchar entre sí.
  - General Magmar - Es el principal monstruo de Lava y estratega, guerrero y cocinero de Jestro. Cuando Monstrox todavía tenía un cuerpo, el general Magmar era la mano derecha de Monstrox. A pareció por primera vez en la Segunda Temporada, donde fue visto dirigiendo al Ejército del Monstruos de Lava para robar a los padres de Lance. En la Tercera Temporada, el general Magmar se convierte en el alcalde de Burningham y el líder del Ejército de Monstruos de Lava, no quiere trabajar para la nube de Monstrox de nuevo por la forma en que los Caballeros los derrotaron varias veces.
  - Sparkks - Es un monstruo de lava con alas de murciélago, es el mejor amigo de Burnzie. Sparkks y Burnzie son lo suficientemente grandes como para tirar del Malvado Móvil de Jestro.
  - Burnzie - Es un gran monstruo de lava con cuernos, y dientes es el mejor amigo de Sparkks. Burnzie y Sparkks son lo suficientemente grandes para tirar del Malvado Móvil de Jestro.
  - Sostenedor de Libros - Es un monstruo de lava humanoide que lleva el Libro de los Monstruos a todas partes. No tiene ninguna habilidad, solo carga el libro. En la tercera temporada, el Sostenedor de Libros se convierte en un artista. Durante ese tiempo, la Nube de Monstrox no sabía que el Sostenedores Libros podía hablar.
  - Lavaria - Es un monstruo de lava con alas de murciélago que actúa como jefe de espías de Jestro. En el episodio "El Castillo Dorado"  ella estaba enamorada de Jestro. En la tercera temporada, Lavaria se conviete en una maestra de Yoga en Burningham.
  - El Maestro de las Bestias - Es un monstruo de lava que usa un parche y se especializa en ordenar a los otros miembros del Ejército del Monstruo de Lava para hacer los ataques de Jestro, como construir y luego impulsar el Malvado Móvil de Jestro.
  - Whiparella - Es un monstruo de lava femenino con una cola de serpiente en vez de piernas. Ella lleva un par de látigos con los que al golpear a cualquiera puede hacer que los mayores miedos de alguien se vuelvan realidad. Jestro ganó la habilidad de convocarla después de alimentar al Libro de los Monstruos con el Libro del Miedo. En la tercera temporada, Whiparella se convierte en una artista callejera en Burningham.
  - Flama - Es un monstruo de lava derretido con una cola fantasma, es el hermano gemelo de Moltor. En la tercera temporada, Flama trabaja en el Hot Rock Cafe de Burningham.
  - Moltor - Es un monstruo de lava de piel negra con puños rocosos, es el hermano gemelo de Flama. En la tercera temporada, Moltor trabaja en el Hot Rock Cafe de Burningham.
  - Infernox - Es un gigantesco monstruo de lava con un enorme puño y un enorme martillo. Jestro ganó la capacidad de convocarlo y hacer varios duplicados, luego de alimentar al Libro de los Monstruos con el Libro de la Destrucción. Al igual que Sparkks y Burnzie, Infernox también puede tirar del Malvado Móvil de Jestro.
  - Duendes - Son un montón de monstruos de lava redondos sin extremidades, pero atacan con sus grandes bocas llenas de dientes afilados y son uno de los monstruos de lava más numerosos a las órdenes de Jestro. En el libro "Lego Nexo Knights: El Libro de los Monstruos", se menciona que se necesitan 24 Duendes para combinarlos en un solo Bloblin.
    - Duende Araña - Es una versión de los Duendes con patas parecidas a las de una araña que Jestro consiguió luego de alimentar al Libro de los Monstruos con el Libro del Miedo y también le permitió convocar a Whiparella. Los Duendes Arañas son comandados por Whiparella.

  - Scurriers - Son un montón de diminutos monstruos de lava en forma de pera, pero pueden multiplicarse a las órdenes de Jestro. Jestro pudo convocarlos luego de alimentar al Libro de los Monstruos con el Libro del Caos.
  - Ash Attackers - Son monstruos de lava formados por cenizas volcánicas que llevan cascos con cuernos. Algunos de los atacantes de Ash tienen alas parecidas a las de un murciélago.
  - Crust Smashers - Son soldados de lava de piel dura. Jestro fue capaz de convocarlos después de alimentar al Libro de los Monstruos con el Libro de la Crueldad.
  - Flame Throwers - Son soldados de monstruos de lava en mohawks con interiores infernales. Como los Crust Smasher, Jestro pudo convocarlos después de alimentar al Libro de los Monstruos con el Libro de la Crueldad.
- Roberto Arnoldi - Roberto Arnoldi es un escultor que solía trabajar para el Rey Halbert y toma las cosas muy literalmente. Un día, se le encargó hacer una "aplastante" estatua de la Reina Halbert. Cuando literalmente hizo una aplastante estatua de la Reina Halbert martillando algunos Scurriers y Duendes, la Reina Halbert estaba complacida mientras el Rey Halbert estaba disgustado. Después de que el Rey Halbert lo despidiera y lo echara de Knightonia, Roberto se mudó a Badlands, cerca de la Montaña Thunderstrox, donde vendió gnomos de jardín de piedra para ganar dinero. Al encontrarse con Jestro y la Nube de Monstrox, Roberto se puso de su lado para vengarse de Knightonia, empezó haciendo versiones de Gnomos de Jardín de Piedra con cabezas puntiagudas. Roberto más adelante hizo un nuevo vehículo para Jestro y la Nube de Monstrox después de que el Malvado Móvil fuera destruido accidentalmente por el Rogul que fue unido con el Poder Prohibido del Moho Implacable. Durante el ataque contra Burningham, Roberto esculpió una parte voladora del vehículo que fue animada por el rayo de la Nube de Monstrox.
- Ejército de Monstruos de Piedra - El Ejército de Monstruos de Piedra son un grupo de monstruos rocosos que son animados por el rayo de la Nube de Monstrox incluso después de haber sido re-petrificados por ataques normales. Cuando un ataque combinado derrota a los Monstruos de Piedra, son destruidos, pero las energías animadoras vuelven a la Nube de Monstrox.
  - General Garg - Es una gárgola negra - como Monstruo de Piedra que sirve como el general del Ejército de Monstruos de Piedra. Apareció por primera vez en "Contratiempo Minero" donde ayuda a Jestro y la Nube de Monstrox a secuestrar a la gente de Diggington para que puedan ayudar a desenterrar a Reex, Roog y Rumble.
  - Harpías - Son tres monstruos de piedra voladores, originalmente eran estatuas en un pantano hasta que fueron reanimadas por la Nube de Monstrox. Son las contrapartes femeninas de las Gárgolas, pero son más inteligentes y viciosas que las Gárgolas.
  - Los Tres Hermanos - Los Tres Hermanos son tres terribles Golems de Granito que casi derrotaron al Consejo de Magos, pero fueron enterrados debajo de una montaña.
    - Reex - Es un monstruo de piedra con un ojo izquierdo, es el hermano menor de Roog y Rumble. Según la leyenda, fue el más rápido de los Tres Hermanos.
    - Roog - Es un monstruo de piedra hermano medio de Reex y Rumble. Se dice que es un maestro estratega y el más inteligente de los Tres Hermanos.
    - Rumble - Es un monstruo de piedra con cuerpo de vehículo, es el hermano mayor de Reex y Roog y el más grande de los Tres Hermanos. Se dice que tiene la fuerza de veinte hombres y es inmune al dolor. Como Rumble perdió su cuerpo original en una batalla anterior, su cuerpo tipo vehículo fue esculpido por Roberto Arnoldi, es usado como una catapulta que puede lanzar a los más pequeños Monstruos de Piedra a los Caballeros.

  - Roguls - Son un montón de monstruos de piedra humanoides fueron construidos por Merlok para proteger los 10 Poderes Prohibidos.
  - Grimrocs - Son un grupo de grandes monstruos de piedra hechos en terracota que fueron petrificados por Merlok durante su pelea contra ellos y Monstrox en el Bosque Rockwood. Algunas versiones de ellos tienen alas. Los Grimrocs fueron reanimados más tarde por la Nube de Monstrox durante su pelea contra los Caballeros en el Bosque Rockwood.
  - Stone Stompers - Son un grupo de Monstruos de Piedra que sirven como soldados de tierra del Ejército de Monstruo de Piedra.
  - Gargoyles - Son un grupo de gárgolas reanimadas por la Nube de Monstrox que sirven como los soldados aéreos del Ejército del Monstruo de Piedra.
  - Bricksters - Son un grupo de Monstruos de Piedra son uno de los soldados del Ejército de Monstruo de Piedra.
  - Bouldrons - Son un grupo de Monstruos de piedra con forma de ruedas, son uno de los soldados del Ejército de Monstruo de Piedra.
  - Gravelers - Son un grupo de Monstruos de Piedra redondos, son uno de los soldados del Ejército de Monstruo de Piedra.
  - Gonomos de Jardín de Piedra - Son un grupo de gnomos de jardín puntiagudos creados por Roberto Arnoldi y animados por la Nube de Monstrox para fortalecer al Ejército de Monstruos de Piedra. Pueden lanzarse de cabeza contra sus enemigos como misiles.

### Otros personajes
- Goldie Richmond - Es la madre de Lance.
- Cuthbert Richmond - Es el padre de Lance.
- Izzy Richmond - Izzy es la hermana pequeña de Lance, que asiste a la Academia de Caballeros junto a Fletcher Bowman. Izzy apareció por primera vez en la Temporada 4, en el episodio "Fin de Semana con Halbert", donde se muestra que va de visita al Fortex como parte de un viaje de estudios. En la serie de libros se la describe como una habladora, emocionante y joven caballero, y no le gusta la atención de los medios que viene con ser un Richmond.
- Fletcher "Fletch" Bowman - Fletch es un huérfano del campo, que asiste a la Academia de Caballeros junto a Izzy Richmond. Originalmente apareció como un personaje principal en la serie de libros "Spin-off" de la Academia de Caballeros, Fletcher apareció por primera vez en la Temporada 4, en el episodio "Fin de Semana con Halbert", donde se lo muestra visitando el Fortex como parte de un viaje de estudios. En la serie de libros, se lo describe como un poco despistado en lo que respecta a su formación de Caballero, mientras que posteriormente demuestra talento para la brujería.
- Gobbleton Rambly - Es un chef famoso de Knighton que Axl admira era compañero del Chef Eclair. Él es una parodia de Gordon Ramsey.
- Lance Cosplayer - Es un niño vestido como Lance en Knight-A-Con como se ve en "El Libro de la Obsesión".
- Jokes Knightly - Es un comediante descuidado, es el héroe de Jestro y la razón por la que se convirtió en un bufón.
- Jurgen von Stroheim - Es un director de cine de Knighton. Apareció por primera vez en "El Castillo Dorado" como el director de una película. Se convierte en un personaje muy recurrente en la Temporada 3, donde se lo ve por primera vez dirigir el video musical de los Caballeros de Tighty y luego trabajar junto a Lance para probar y filmar un show de holovisión de Nexo Knights. Jurgen muestra respeto hacia los actores principales, pero no respeta los extras creyendo que no son nada más que "ayudantes parlantes".
- Jack Shields - Es un miembro del servicio secreto del Rey, que entrena a Clay en cómo ser un espía.
- Slab Rockowski - Es un mago, experto en demolición, y viejo amigo de Merlok.

## Reparto
| Personaje                                        | Actor de voz original  | Actor de doblaje       | Temporadas             |
| Personajes principales                           | Personajes principales | Personajes principales | Personajes principales |
| ------------------------------------------------ | ---------------------- | ---------------------- | ---------------------- |
| Clay Moorington / El Caballero Gris              | Giles Panton           | Jaime Alberto Carrillo | 1ª-4ª                  |
| Aaron Fox                                        | Alessandro Juliani     | Miguel Ángel Ruiz      | 1ª-4ª                  |
| Princesa Macy Halbert                            | Erin Mathews           | Analiz Sánchez         | 1ª-4ª                  |
| Lancelot "Lance" Richmond                        | Ian Hanlin             | Edson Matus            | 1ª-4ª                  |
| Axl                                              | Brian Drummond         | Raúl Solo              | 1ª-4ª                  |
| Merlok / Merlok 2.0 "Mechlok"                    | Brian Drummond         | Pedro D’Aguillon Jr.   | 1ª-4ª                  |
| Robin Underwood / Caballero Negro                | Erin Mathews           | José Luis Piedra       | 1ª-4ª                  |
| Robin Underwood / Caballero Negro                | Erin Mathews           | Gerardo Mendoza        | 2ª (Ep. 15)            |
| Ava Prentis                                      | Marÿke Hendrikse       | Jocelyn Robles         | 1ª-4ª                  |
| Villanos                                         |                        |                        |                        |
| Monstorx / Libro de Monstruos / Nube de Monstrox | Mark Oliver            | Roberto Gutiérrez      | 1ª-4ª                  |
| Jestro                                           | Vincent Tong           | Javier Olguín          | 1ª-4ª                  |
| Jestro                                           | Vincent Tong           | Bruno Coronel          | 3ª (Alg. Loops)        |
| Roberto Arnoldi                                  | Vincent Tong           | Bruno Coronel          | 3ª-4ª                  |
| Maestro de las Bestias                           | Giles Panton           | Nacho Rodríguez        | 1ª-3ª                  |
| Lavaria                                          | Nicole Oliver          | Carla Castañeda        | 1ª-3ª                  |
| Whiparella                                       | Kathleen Barr          | Betzabe Jara           | 1ª-3ª                  |
| Flama                                            | ¿?                     | Miguel Ángel Leal      | 1ª-2ª                  |
| Moltor                                           | ¿?                     | Sin identificar        | 1ª-2ª                  |
| Burnzie                                          | ¿?                     | Salvador Reyes         | 1ª-3ª                  |
| Sparkks                                          | ¿?                     | Sin identificar        | 1ª-3ª                  |
| General Magmar                                   | Garry Chalk            | Santos Alberto         | 2ª-3ª                  |
| General Garg                                     | Noel Johansen          | Eduardo Ramírez        | 3ª-4ª                  |
| Reex                                             | Jason Simpson          | Gerardo Alonso         | 3ª-4ª                  |
| Roog                                             | Jason Simpson          | Gerardo Alonso         | 3ª-4ª                  |
| Rumble                                           | Jason Simpson          | Gerardo Alonso         | 3ª-4ª                  |
| Ruina Stoneheart                                 | Heather Doerksen       | Diana Alonso           | 3ª-4ª                  |
| Ruina Stoneheart                                 | Heather Doerksen       | Berenice Vega          | 4ª                     |
| Hilda                                            | ¿?                     | Lourdes Arruti         | 3ª-4ª                  |
| Ulrika                                           | ¿?                     | Cecilia Gómez          | 3ª-4ª                  |
| Ingrid                                           | ¿?                     | Susana Moreno          | 3ª-4ª                  |
| Jorah Tightwad                                   | Brian Drummond         | José Luis Miranda      | 1ª-4ª                  |
| Personajes secundarios                           |                        |                        |                        |
| Rey Halbert                                      | Brian Drummond         | Andrés García          | 1ª-2ª                  |
| Rey Halbert                                      | Brian Drummond         | Leonardo García        | 3ª-4ª                  |
| Herb Herbertson                                  | Brian Drummond         | Manuel Campuzano       | 1ª-4ª                  |
| Reina Halbert                                    | Nicole Oliver          | Laura Ayala            | 1ª-4ª                  |
| Alice Squires                                    | Nicole Oliver          | Liliana Barba          | 1ª-4ª                  |
| Dennis                                           | Michael Donovan        | José Ángel Torres      | 1ª-4ª                  |
| Fancypants                                       | Michael Donovan        | Arturo Castañeda       | 1ª-2ª                  |
| Robot Hoodlum                                    | Michael Donovan        | Luis Fernando Orozco   | 3ª                     |
| Robot Hoodlum                                    | Michael Donovan        | Héctor Gómez           | 4ª                     |
| Izzy Richmond                                    | Caitlyn Bairstow       | Monserrat Mendoza      | 4ª                     |
| Fletcher Bowman                                  | Sam Vincent            | Emilio Treviño         | 4ª                     |
| Otros                                            |                        |                        |                        |
| Insertos                                         | N/A                    | José Gilberto Vilchis  | 1ª-2ª                  |
| Insertos                                         | N/A                    | N/A                    | 3ª-4ª                  |

## Temporadas
| Temporada | Temporada | Episodios | Estados Unidos          | Estados Unidos          | Latinoamérica            | Latinoamérica           |
| Temporada | Temporada | Episodios | Inicio                  | Final                   | Inicio                   | Final                   |
| --------- | --------- | --------- | ----------------------- | ----------------------- | ------------------------ | ----------------------- |
|           | 1         | 10        | 11 de enero de 2016     | 24 de marzo de 2016     | 25 de enero de 2016      | 21 de marzo de 2016     |
|           | 2         | 10        | 13 de agosto de 2016    | 22 de octubre de 2016   | 6 de octubre de 2016     | 8 de diciembre de 2016  |
|           | 3         | 10        | 4 de febrero de 2017    | 8 de abril de 2017      | 23 de marzo de 2017      | 25 de mayo de 2017      |
|           | 4         | 10        | 21 de agosto de 2017    | 1 de septiembre de 2017 | 14 de septiembre de 2017 | 16 de noviembre de 2017 |
|           | Cortos    | —         | 27 de noviembre de 2015 | —                       | 14 de diciembre de 2015  | —                       |

## Emisión
En Estados Unidos, estrenaron los dos primeros episodios el 13 de diciembre de 2015 y los demás episodios se estrenaron el 13 de enero de 2016 en Cartoon Network. En Latinoamérica, la serie se estrenó el 25 de enero de 2016 en Cartoon Network y en 2023 se estrenó en streaming en la plataforma HBO Max.